# Дорогая моя столица
«Дорогая моя столица» («Моя Москва») — советская песня о Москве времён Великой Отечественной войны. С 14 июля 1995 года — официальный гимн Москвы. Авторы слов — Марк Лисянский и Сергей Агранян, композитор — Исаак Дунаевский.

## Текст гимна
Я по свету немало хаживал,

Жил в землянке, в окопах, в тайге,

Похоронен был дважды заживо,

Знал разлуку, любил в тоске.

 

 Но Москвою привык я гордиться

 И везде повторял я слова:

 Дорогая моя столица,

 Золотая моя Москва!

Я люблю подмосковные рощи

И мосты над твоею рекой,

Я люблю твою Красную площадь

И кремлёвских курантов бой.

 В городах и далёких станицах

 О тебе не умолкнет молва,

 Дорогая моя столица,

 Золотая моя Москва!

Мы запомним суровую осень,

Скрежет танков и отблеск штыков,

И в веках будут жить двадцать восемь

Самых храбрых твоих сынов.

 И врагу никогда не добиться,

 Чтоб склонилась твоя голова,

 Дорогая моя столица,

 Золотая моя Москва!

## История
В ноябре 1941 года, прежде — журналист и поэт, а в военное время — командир сапёрного взвода, младший лейтенант Марк Лисянский возвращался после лечения в госпитале в Ярославле в кузове попутного грузовика в свою 243-ю стрелковую дивизию, находившуюся на Калининском фронте и участвовавшую в битве за Москву.
Переживая за судьбу столицы, Лисянский набросал в блокноте стихотворение «Моя Москва» («Дорогая моя столица»). Когда машина проезжала через Москву, оно уже было готово, и во время получасовой остановки на Пушкинской площади поэт успел отдать его в редакцию журнала «Новый мир». Стихотворение было опубликовано в декабрьском номере за 1941 год, однако, в связи с переездом редакции в Куйбышев, увидевшем свет только в феврале 1942 года. Текст тогда состоял из двух строф:

Я по свету немало хаживал, 

Жил в землянке, в окопах, в тайге, 

Похоронен был дважды заживо, 

Знал разлуку, любил в тоске.
Но всегда я привык гордиться
И везде повторял я слова:
Дорогая моя столица,
Золотая моя Москва!
У комбайнов, станков и орудий, 

В нескончаемой лютой борьбе, 

О тебе беспокоятся люди, 

Пишут письма друзьям о тебе.
Никогда врагу не добиться,
Чтоб склонилась твоя голова,
Дорогая моя столица,
Золотая моя Москва!

Первое четверостишие можно считать биографичным: во время вражеской бомбардировки порядков дивизии одна из бомб разорвалась рядом с Лисянским — он потерял сознание и был засыпан землёй, нашли его только тогда, когда он очнулся и начал стонать; через некоторое время после контузии Марк Самойлович был снова в строю, но на ночных занятиях по боевой подготовке сапёров сломал ногу, провалившись в волчью яму в лесу, причём не мог из неё выбраться самостоятельно, но позднее был найден, после чего и направлен на лечение в Ярославль; дома Лисянского ждала любимая жена.
По возвращении в дивизию Лисянский отдал стихотворение её коллективу художественной самодеятельности, оно было переложено на простенькую музыку и впервые стало песней.
Весной 1942 года композитор Исаак Дунаевский, ездивший тогда вместе с руководимым им ансамблем песни и пляски Центрального дома культуры железнодорожников на агитпоезде по Сибири, увидел стихотворение в журнале и тут же, прямо на полях журнала, написал ноты. Затем он, после неудачной попытки найти фронтовой адрес Лисянского, попросил режиссёра своего ансамбля Сергея Аграняна дописать текст. Тот от текста Лисянского оставил первую строфу и концовку второй строфы, а между ними добавил:

Я люблю подмосковные рощи 

И мосты над твоею рекой. 

Я люблю твою Красную площадь 

И кремлёвских курантов бой.
В городах и далёких станицах
О тебе не умолкнет молва,
Дорогая моя столица,
Золотая моя Москва!
Мы запомним суровую осень, 

Скрежет танков и отблеск штыков, 

И в веках будут жить двадцать восемь 

Самых храбрых твоих сынов.

В последних двух строчках говорится о подвиге 28 панфиловцев, незадолго до этого, остановивших наступление танков на Москву у разъезда Дубосеково на Волоколамском шоссе.
Завершала песню строфа о грядущем светлом будущем:

День придёт — мы разгоним тучи, 

Вновь родная земля расцветёт. 

Я приеду в мой город могучий, 

Где любимая девушка ждёт.
Я увижу родные лица,
Расскажу, как вдали тосковал…
Дорогая моя столица,
Золотая моя Москва!

Первой исполнительницей стала солистка ЦДКЖ Марина Бабьяло; премьера состоялась на станции Дивизионная; публика заставляла артистов играть песню пять раз подряд. Весной 1943 года ансамбль Центрального дома культуры железнодорожников под управлением Исаака Дунаевского оказался в Москве и на одном из правительственных концертов исполнил «Мою Москву», причём её пришлось несколько раз повторить на бис. Это заметил Иосиф Сталин и дал указание записать грампластинку. В ответственном за это Радиокомитете заметили, что в песне не упоминается Сталин, просили у Дунаевского изменить текст, а когда тот отказался, сами исправили это «упущение», заменив последнюю строфу на:

Над Москвою в сиянии славы 

Солнце нашей победы взойдёт. 

Здравствуй, город Великой Державы, 

Где любимый наш Сталин живёт…
Будем вечно тобою гордиться,
Будет жить твоя слава в веках,
Дорогая моя столица,
Золотая моя Москва!

В 1944 году «Моя Москва» в исполнении З. Н. Рождественской была записана на тонфильм в Радиокомитете и стала транслироваться на всю страну. Однако самому Сталину изменение текста пришлось не по душе, и произведение было перезаписано в варианте Аграняна. Часто утверждается, что в 1944 году, когда Лисянский находился в госпитале в Москве, Лисянский и Агранян встретились друг с другом и согласовали его, однако сам Марк Самойлович это отрицал.
Строфа о Сталине после Победы была переделана:

Над Москвою знамёна славы, 

Торжествует Победу народ. 

Здравствуй, город Великой Державы, 

Где любимый наш Сталин живёт!

Но после речи Н. С. Хрущёва на XX съезде КПСС с развенчанием культа личности Сталина вся эта строфа была исключена из песни.
Песня использована в рисованном фильме-плакате, посвящённом 800-летию Москвы (1947 год), — «Тебе, Москва!».
К середине 1960-х годов аграняновский куплет о грядущей Победе постепенно отпал, также произошли некоторые незначительные изменения слов. В таком варианте, ставшем классическим, песню исполняли Марк Бернес, Иосиф Кобзон, Лев Лещенко, Людмила Зыкина, Краснознамённый ансамбль песни и пляски Советской Армии и другие.
В 1966 году в ознаменование 25-летия Победы под Москвой на 23-м километре Ленинградского шоссе, где в 1941 году были остановлены гитлеровские полчища, был установлен монумент, на барельефе которого высекли строки из песни «Моя Москва»: «И врагу никогда не добиться, чтоб склонилась твоя голова».
Песня стала символом сопротивления оккупантам и единения советских людей для отпора врагу. Это подтвердилось в ходе обсуждения песенных произведений, посвящённых столице, комиссией, созданной Комитетом по культуре Правительства Москвы для решения вопроса, какое из них рекомендовать как гимн Москвы. Были прослушаны и проанализированы лучшие, проверенные временем, пользующиеся заслуженной популярностью песни о Москве, рождённые в довоенные, военные и послевоенные годы. В итоге комиссия пришла к выводу, что лучшей из них, уже практически ставшей символом Москвы, является советская песня «Моя Москва» композитора Исаака Дунаевского на слова Марка Лисянского и Сергея Аграняна. Законом города Москвы от 14 июля 1995 года № 15-51 песня «Моя Москва» была утверждена как официальный гимн города.